# تویوو سورسو
تویوو سورسو (استونیایی: Toivo Suursoo؛ زادهٔ ۱۳ نوامبر ۱۹۷۵) بازیکن سابق و مربی هاکی روی یخ اهل استونی است.